# Johannes Hubertus Leonardus de Haas

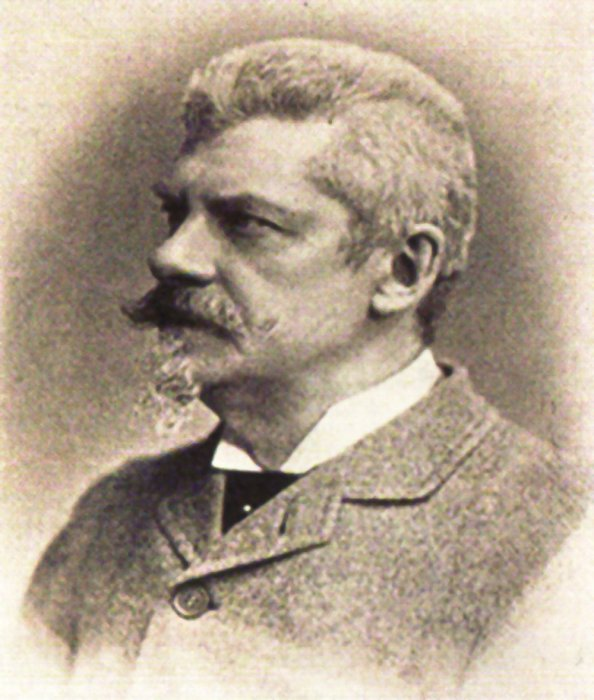
Johannes Hubertus Leonardus de Haas

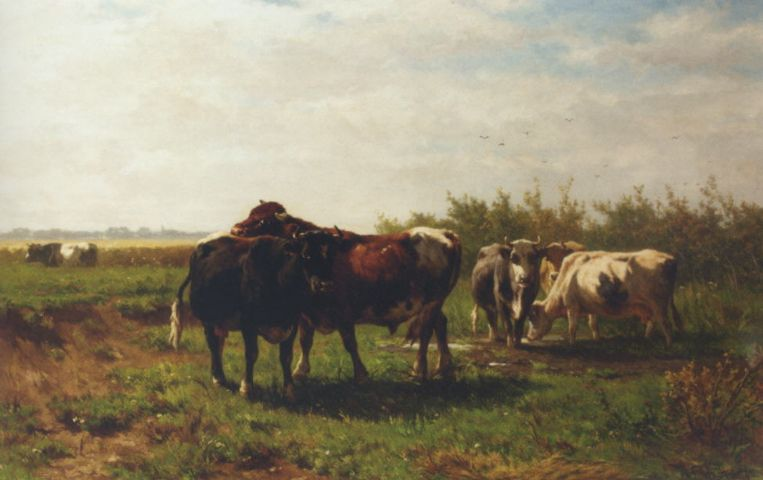
Kühe auf der Weide

Johannes Hubertus Leonardus de Haas (* 25. März 1832 in Hedel, Königreich der Niederlande; † 6. August 1908 in Königswinter, Deutsches Kaiserreich) war ein niederländischer Landschafts- und Tiermaler.

## Leben
De Haas war der Sohn von Cornelis Johannis de Haas und dessen Ehefrau Johanna Wilhelmina Gunter. Geboren in Hedel, verbrachte Haas seine Schulzeit in Amsterdam und bekam dort an der königlichen Kunstakademie seinen ersten künstlerischen Unterricht. Später wechselte er nach Haarlem, wo er im Atelier des Landschaftsmalers Pieter Frederik van Os arbeitete. Zusammen mit ihm arbeiteten dort noch Pau Gabriël und Hendrik Dirk Kruseman van Elten, die man später wichtige Mitglieder der Haager Schule wurden.
Auf Anregung von Oos durchwanderte Haas zusammen mit Gabriël und Elten die Provinz Gelderland, wo dann viele Skizzen aber auch einiges in Plein air-Manier entstand. In Oosterbeek machte Haas die Bekanntschaft von Johannes Warnardus Bilders. Durch diesen unterstützt, konnte Haas 1855 an einer großen Ausstellung in Paris teilnehmen. Zwei Jahre später ließ sich Haas in Brüssel nieder. Die erste Zeit arbeitete er im Atelier von Willem Roelofs und gründete nach ersten Erfolgen 1860 ein eigenes Atelier.
Haas heiratete 1862 in Brüssel Carolina Frederika, eine Tochter seines Kollegen Johannes W. Bilders, und hatte mit ihr einen Sohn. Sein Schwager war der Maler Albertus Gerardus Bilders. Seine Ehefrau Carolina erkrankte an Tbc und starb 1865. Haas vergrub sich in seine Arbeit und man wurde auch international auf ihn aufmerksam. 1969 wurde er eingeladen, an der „Ersten Internationalen Kunstausstellung“ im Münchener Glaspalast teilzunehmen. Anlässlich der Eröffnung dieser Ausstellung machte Haas die Bekanntschaft von Prinzregent Luitpold und diese Freundschaft hielt ein Leben lang.
Auf Wunsch des Prinzregenten betraute man Haas 1888 mit der Auswahl der niederländischen Beiträge für eine weitere große Ausstellung im Glaspalast. Das niederländische Königspaar Wilhelm III. und Emma zählten zu seinen Kunden und Königin Emma betraute ihn 1892 mit der Auswahl von Bildern der königlichen Sammlung für eine Ausstellung in der Alten Pinakothek.
Um die Jahrhundertwende ließ sich Haas in Königswinter nieder und zog sich weitgehend ins Privatleben zurück. Er starb 1908 in Königswinter und fand dort auch seine letzte Ruhestätte. Seine Werke sind u. a. in den Königlichen Museen (Brüssel), Ansembourg Museum (Lüttich) und in der Nationalgalerie (Berlin) zu sehen.

## Ehrungen
- 1860 Goldmedaille der „Grossen Kunstausstellung in Utrecht“ für Nach der Überschwemmung
- 1869 Goldmedaille der „Grossen Kunstausstellung in München“ für Esel in den Dünen
- 4. Mai 1881 Kommandeur des Leopoldsorden

## Werke (Auswahl)
- Vieh am Flußufer in Holland.
- Beim Nahen des Gewitters.
- Mittagsruhe am Gestade der Nordsee.
- Kühe des Tagelöhners.
- Kühe auf der Weide.
- Nach der Überschwemmung.
- Esel in den Dünen.